# بر فراز رنگین‌کمان (فیلم)
بر فراز رنگین‌کمان (انگلیسی: Over the Rainbow; کره‌ای: 오버 더 레인보우) فیلم محصول سال ۲۰۰۲ کره جنوبی با بازی لی جونگ جه و جانگ جین یونگ است. این فیلم در ۱۷ مه ۲۰۰۲ منتشر شد.

## داستان
گزارشگر هواشناسی به نام جین سو درگیر یک تصادف رانندگی می‌شود. هر چند از نظر جسمی آسیبی نمی‌بیند، اما دچار فراموشی انتخابی می‌شود. او که به شدت درگیر یادآوری زنی است که هیچ‌وقت نتوانسته او را به درستی به خاطر بیاورد، تصمیم می‌گیرد با مراجعه به دوستان قدیمی‌اش از دوران دانشگاه، هویت او را پیدا کند. جونگ هی، کسی است که بیشتر از همه به او در این مسیر کمک می‌کند. در حالی که او به جین سو در بازسازی خاطراتش کمک می‌کند، احساسات جدیدی بینشان شکل می‌گیرد و جین سو متوجه می‌شود که شاید گذشتهٔ فراموش‌شده‌اش اصلاً ارزش جستجو کردن را نداشته باشد.

## بازیگران
- لی جونگ جه در نقش لی جین سو
- جانگ جین یونگ در نقش کانگ جونگ هی
- جونگ چان در نقش چوی سانگ این
- اوم جی وون در نقش کیم اون سونگ

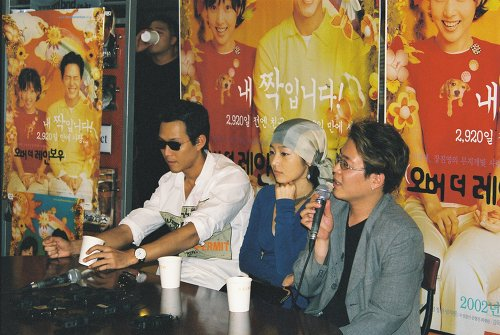
(از چپ به راست): بازیگران لی جونگ جه و جانگ جین یونگ، کارگردان آن جین وو

- گونگ هیونگ جین در نقش کیم یونگ مین
- کیم سو هیونگ
- چوی جه وون